# Джон Фиц-Джеффри
Джон Фиц-Джеффри (англ. John Fitz Geoffrey; приблизительно 1206—1258) — английский аристократ, юстициарий Ирландии в 1245—1256 годах. Сделал карьеру на королевской службе, был главным советником принца Эдуарда, в 1258 году стал одним из руководителей баронской оппозиции.

## Биография
Джон был старшим сыном Джеффри Фиц-Питера, 1-го графа Эссекса, от его второй жены Эвелины де Клер, в связи с чем и получил прозвание Фиц-Джеффри («сын Джеффри»). Он родился приблизительно в 1206 году, а в 1213 году потерял отца. У Джеффри было трое сыновей от первого брака, так что Джон не мог рассчитывать на графский титул и земли Мандевилей; ему должен был достаться замок Беркхемпстед, обещанный Джеффри королём Джоном Безземельным, но монарх не сдержал своё слово. Поэтому Джон получил только два поместья в Бакингемшире, два в Уилтшире и одно в Саффолке. В свои права наследника он вступил в 1227 году, выплатив рельеф в 300 марок.
Полученные владения приносили определённый доход, но не могли обеспечить Джону место в высших кругах. Поэтому он начал карьеру королевского чиновника. Между 1234 и 1236 годами Джон занимал должность шерифа Йоркшира, в 1237 году по просьбе парламента был включён в состав совета при короле Генрихе III, в 1237—1245 годах, по-видимому, был одним из управляющих королевского двора. Параллельно он занимал посты шерифа Глостершира (1238—1246), главного судьи южных лесов (1241—1242), сенешаля Гаскони (1243). В 1245—1256 годах Джон был юстициарием Ирландии, где владел землями благодаря женитьбе на вдове Гилберта де Ласи. Между 1254 и 1258 годами он стал главным советником принца Эдуарда (впоследствии короля Эдуарда I), сохранив при этом своё место в совете короля.
За время службы Джон получил от монарха ряд ценных пожалований, включая поместья в Бакингемшире и Хэмпшире, опеку над наследниками Тибо Батлера, земли в Томонде в Ирландии. Тем не менее в 1258 году он оказался одним из руководителей баронской оппозиции, потребовавшей от Генриха III начать преобразования. Причиной тому могли стать потеря Джоном выгодной должности ирландского юстициария, его неприязнь к королевским единоутробным братьям, чьё влияние на принца Эдуарда угрожающе росло, и конфликт с одним из этих братьев — Эмером де Валенсом. Люди последнего 1 апреля 1258 года напали на слуг Джона в его поместье Шер в Суррее и одного убили; Джон обратился к королю за правосудием, но тот отверг его иск. Кроме того, в числе вождей оппозиции были двое шурьев Джона — Роджер Биго, 4-й граф Норфолк, и Хью Биго.
Джон был в числе двенадцати баронов, избранных летом 1258 года для реформирования королевства, и состоял в комитете пятнадцати, с которым монарх должен был, согласно Оксфордским провизиям, согласовывать свою деятельность. 23 ноября 1258 года он внезапно умер, и это стало большой потерей как для баронской оппозиции, так и для короля. Известно, что Генрих III приказал отслужить в память о Джоне торжественную мессу и пожертвовал дорогую ткань для похорон.

## Семья
До 12 апреля 1234 года Джон Фиц-Джеффри женился на Изабелле Биго, дочери Хью Биго, 3-го графа Норфолка, и Матильды Маршал, вдове Гилберта де Ласи. В этом браке родились:
- Джон Фиц-Джон[1];
- Изабелла Фиц-Джон (умерла примерно в 1274), жена Роберта II де Випонта и Уолтера де Бурга, 1-го графа Ольстера[3][4];
- Джоан Фиц-Джон (умерла в 1303), жена Тибо Батлера[2][5];
- Ричард Фиц-Джон, 1-й барон Фиц-Джон[6][7];
- Мод Фиц-Джон (умерла в 1301), жена Уильяма де Бошана, 9-го графа Уорика[2][8].